# Аруни (род)
Аруните (Myiornis) са род птици от семейство Тиранови (Tyrannidae).
Включва четири вида, разпространени в тропическите области на Южна и Централна Америка. Те са едни от най-дребните птици извън групата на колибритата.

## Видове
Род Myiornis – Аруни
- Myiornis albiventris
- Myiornis atricapillus
- Myiornis auricularis
- Myiornis ecaudatus